# Востротин, Валерий Александрович
Вале́рий Алекса́ндрович Востро́тин (20 ноября 1952, Касли, Челябинская область — 13 февраля 2024, Московская область) — советский и российский военачальник, общественный и политический деятель, генерал-полковник, Герой Советского Союза (1988). Депутат Государственной Думы Федерального Собрания Российской Федерации IV созыва, входил в фракцию партии «Единая Россия», был членом Комитета Государственной Думы по безопасности (2003—2007), председателем «Союза десантников России» (2011), руководителем Московского городского отделения всероссийской общественной организации «Боевое Братство» (2007). Участник Афганской войны и штурма дворца Амина в Кабуле.

## Образование
- Свердловское суворовское военное училище (1971).
- Рязанское высшее воздушно-десантное командное училище (был заместителем командира взвода в звании старшего сержанта; окончил с золотой медалью) (1975).
- Военная академия им. М. В. Фрунзе (окончил с отличием) (1985).
- Военная академия Генерального штаба Вооружённых Сил Российской Федерации (1994).

## Биография
Родился 20 ноября 1952 года в городе Касли Челябинской области в семье рабочего, русский.
В 1971 году окончил Свердловское суворовское военное училище.
В Вооружённых силах СССР с августа 1971 года.
С 1971—1975 годы учился в Рязанском высшем воздушно-десантном командном училище, окончил с Золотой медалью.
В период 1975—1979 годы — командир разведывательного взвода, заместитель командира парашютно-десантной роты, командир парашютно-десантной роты 345-го гвардейского парашютно-десантного полка в составе 105-й гвардейской воздушно-десантной дивизии. Полк дислоцировался в городе Фергане Узбекской ССР.
Член КПСС в 1974—1991 годах.
С декабря 1979 года проходил службу в составе Ограниченного контингента группировки советских войск в Демократической Республике Афганистан, начав с операции «Байкал-79». В первой командировке в Афганистане занимал должности — командира парашютно-десантной роты, начальника штаба — заместителя командира парашютно-десантного батальона, командира парашютно-десантного батальона 345-го отдельного гвардейского парашютно-десантного полка.
В июле 1980 года был тяжело ранен, однако после продолжительного лечения в госпиталях вернулся в армейский строй.
В 1982 году поступил на учёбу в Военную академию имени М. В. Фрунзе, которую окончил с отличием в 1985 году.
В период с 1985 по 1986 год — начальник штаба—заместитель командира, командир 300-го гвардейского парашютно-десантного полка 98-й гвардейской воздушно-десантной дивизии.
С сентября 1986 по май 1989 года — вторая командировка в Афганистан уже в должности командира 345-го отдельного гвардейского парашютно-десантного полка. Служба продолжалась до самого вывода советских войск 15 февраля 1989 года.
Участвовал в важных военных операциях Советских войск, включая оборону стратегических высот в районе Алихейль на участке провинций Пактия и Хост, горном районе Пагман провинции Кабул, в крупной общевойсковой операции «Магистраль» (1987—1988), направленной на деблокаду города Хост, где произошёл бой десантников 345-го полка на «высоте 3234» с превосходящими силами отряда мятежников — за контроль над трассой «Гардез—Хост».
С 1989 года командовал 98-й гвардейской воздушно-десантной дивизией, дислоцировавшейся в Болграде Одесской области УССР.
С 1992—1994 годы на учёбе в Военной академии Генерального штаба Вооружённых сил Российской Федерации, окончил с отличием.
Участвовал в миротворческих операциях в Азербайджане, Армении, Таджикистане.
С 1994 по октябрь 2003 года в должности заместителя Министра Российской Федерации по делам гражданской обороны, чрезвычайным ситуациям и ликвидации последствий стихийных бедствий, курировал кадровую политику МЧС России, систему подготовки и воспитания кадров, обучение в учебных заведениях МЧС России, а также работу в области безопасности функционирования всех звеньев системы МЧС России. Дважды руководил группировкой МЧС России в ходе контр-террористической операции в Чеченской Республике 1995—1997; 1998 годы.
В период 2001—2002 годы руководил оперативной группой МЧС России в Афганистане, оказывавшей гуманитарную помощь продовольствием.
7 декабря 2003 года был избран в Государственную Думу Российской Федерации IV и V созывов по федеральному списку избирательного объединения Партия «Единство» и «Отечество».
На этапах участия в боевых действиях Афганской войны (1979—1989) — в периоды 1979—1982 и 1986—1989 годы был дважды ранен, один раз — тяжело. Воинские звания старший лейтенант, капитан, майор и полковник были присвоены досрочно.
Скончался 13 февраля 2024 года на 72-м году жизни в загородном доме от онкологического заболевания, с которым боролся последние годы. Церемония прощания прошла 16 февраля в Центральном доме Российской армии в Москве, церемонию посетил Министр обороны Российской Федерации Сергей Шойгу. Похоронен на Федеральном военном мемориале «Пантеон защитников Отечества» в Мытищах.

## Общественная деятельность
C 2007 года был руководителем Московского городского отделения всероссийской общественной организации ветеранов (ВООВ) «Боевое братство».
С октября 2011 года избирался Председателем, а с сентября 2019 года — лидер «Союза десантников России».
Заместитель Председателя Общественного Совета при Министерстве Обороны РФ, руководитель комиссии по военно-патриотическому воспитанию военнослужащих и сохранению традиций.
Председатель Межведомственной комиссии по делам военнопленных, интернированных и пропавших без вести Минобороны РФ (МВК), одновременно — сопредседатель «Российско-Американской комиссии по делам военнопленных и пропавших без вести», объединяющих усилия в поисковой и исследовательской деятельности по выяснению судеб советских воинов, без вести пропавших в Афганистане.
С марта 2017 года — глава Попечительского совета парка «Патриот».
Руководитель проекта «Книга Памяти о советских воинах погибших в Афганистане». http://www.afganwar.ru Архивная копия от 23 марта 2022 на Wayback Machine.

### Семья
Воспитал дочь Джульетту, вырастил внуков.

## Санкции
23 июня 2023 года, из-за вторжения России на Украину, Востротин попал под санкции всех стран Евросоюза за действия, которые подрывают или угрожают территориальной целостности, суверенитету и независимости Украины. Евросоюз отмечает что Валерий Востротин является членом и секретарём рабочей группы, созданной президентом Путиным, «которой поручено координировать мобилизационные усилия России для поддержки её агрессивной войны против Украины».

## Творчество

### В кинематографе
Исполнил роли:

| Год  |     | Название        | Роль                         |
| ---- | --- | --------------- | ---------------------------- |
| 1988 | док | По линии жизни… | Камео                        |
| 1993 | ф   | Чёрная акула    | майор Гусаров (главная роль) |
| 2009 | ф   | Путь            | генерал в штабе              |

### Автор стихов
Автор стихов песни «Разрешите обратиться» на музыку в исполнении Сергея Кончаковского (Демидыча).

## Награды и звания
- Герой Советского Союза с вручением ордена Ленина и знака особого отличия — медали «Золотая Звезда» (1988)[3];
- Орден «За заслуги перед Отечеством» IV степени (2008)[16];
- Орден Мужества (2000);
- Орден «За военные заслуги» (1995);
- Орден Почёта (2015);
- Орден Красного Знамени (1980);
- Два ордена Красной Звезды (1982, 1987);
- Орден «За службу Родине в Вооружённых Силах СССР» III степени;
- Благодарность президента Российской Федерации (2002)[17];
- Почетный сотрудник МЧС России (2022)[18] ;
- Медаль «За безупречную службу» I степени;
- Медаль «За безупречную службу» II степени;
- Медаль «За безупречную службу» III степени;
- Медаль «200 лет Министерству обороны»;
- Нагрудный знак за два ранения;
- Медали СССР и РФ.

Иностранные награды:
- Медаль «В память 10-летия вывода советских войск из Афганистана» (Белоруссия);
- Медаль «Воину-интернационалисту от благодарного афганского народа» (Афганистан);
- Медаль «10 лет Саурской революции» (Афганистан);
- Орден «Дружба народов» (Афганистан);
- Орден Красного Знамени (Афганистан);
- Орден «Звезда» III степени (Афганистан)[19].